# Gran Mestre de l'Orde Teutònic

Armes del gran mestre de l'Orde Teutònic.

El  Gran Mestre  (Alemany:  Hochmeister ; llatí:  Magister generalis ) és la màxima autoritat de l'Orde Teutònic, orde militar de l'Església Catòlica Romana.  Hochmeister , que literalment significa "Alt Maestrat", s'empra únicament per referir-se al mestratge de l'Orde Teutònic. En alemany,  Großmeister  ("Gran Mestre") s'utilitza per referir-se als líders dels altres ordes de cavalleria.
Una versió primitiva del títol era  Magister Hospitalis Sancte Marie Alemannorum Hierosolimitani . Des 1216, es va emprar la fórmula  Magister Hospitalis Domus Sancte Marie Theutonicorum Hierosolimitani  ("Mestre de la Casa Hospital de Santa Maria dels Teutons a Jerusalem").
L'Orde Teutònic segueix al càrrec d'un gran mestre, encara que ha perdut el seu caràcter militar, i és un orde religiós clerical.

## Llista de Grans Mestres de l'Orde Teutònic

### Líders de la germandat original (1190-1198)
L'Orde Teutònic com germanor assistencial a Ultramar:
- 1190: Meister Sibrand
- 1192: Gerhard
- 1193-1194: Heinrich, prior
- 1195 - 1196: Ulrich
- 1196: Heinrich, preceptor (probablement es tracta de Heinrich Walpot von Bassenheim)

### Grans Mestres de l'Orde (1198-1525)

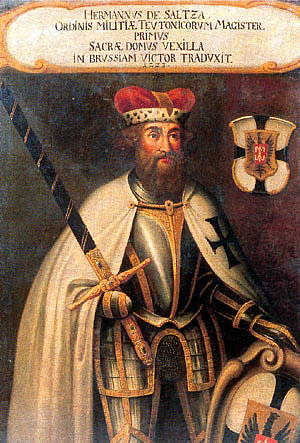
Hermann von Salza, quart gran mestre de l'Orde Teutònic.

Després de la seva conversió en orde militar:
- 1198-1200: Heinrich Walpot von Bassenheim
- 1200 - 1208: Otto von Kerpen
- 1208 - 1209: Heinrich von tunned
- 1209 - 1239: Hermann von Salza
- 1239 - 1240: Conrad de Turíngia
- 1240 - 1244: Gerhard von Malberg
- 1244 - 1249: Heinrich von Hohenlohe
- 1249 - 1252: Günther von Wüllersleben
- 1252 - 1256: Popp von Osterna (El pretendent Wilhelm von Urenbach (1253-1256) va ser elegit en oposició a Popp von Osterna).
- 1256 - 1273: Anno von Sangershausen
- 1273 - 1282: Hartmann von Heldrungen
- 1282 - 1290: Burchard von Schwander
- 1290 - 1297: Konrad von Feuchtwangen
- 1297 - 1303: Gottfried von Hohenlohe
- 1303 - 1311: Siegfried von Feuchtwangen
- 1311 - 1324: Karl von Trier
- 1324 - 1330: Werner von Orseln
- 1331-1335: Luther von Braunschweig (també apareix la grafia  Lothar ).
- 1335 - 1341: Dietrich von Altenburg
- 1342-1345: Ludolf König
- 1345 - 1351: Heinrich Dusemer
- 1351 - 1382: Winrich von Kniprode
- 1382 - 1390: Conrad Zöllner von Rothenstein
- 1391-1393: Konrad von Wallenrod
- 1393 - 1407: Konrad von Jungingen
- 1407 - 1410: Ulrich von Jungingen
- 1410 - 1413: Heinrich von Plauen
- 1414-1422: Michael Küchmeister von Sternberg
- 1422-1441: Paul von Rusdorf
- 1441-1449: Konrad von Erlichshausen
- 1449 - 1467: Ludwig von Erlichshausen
- 1467 - 1470: Heinrich Reuss von Plauen
- 1470 - 1477: Heinrich Reffle von Richtenberg
- 1477 - 1489: Martin Truchseß von Wetzhausen
- 1489 - 1497: Johann von Tiefe
- 1497 - 1510: Frederic de Saxònia
- 1510 - 1525: Albert de Brandenburg-Ansbach (Després de secularitzar l'orde, va esdevenir duc Albert de Prússia)

### Grans Mestres i Mestres d'Alemanya (1530-1929)
- 1527-1543: Walter von Cronberg
- 1543 - 1566: Wolfgang Schutzbar
- 1566 - 1572: Georg Hundt von Weckheim
- 1572 - 1590: Heinrich von Bobenhausen
- 1590 - 1618: Maximilià d'Habsburg
- 1619-1624: Carles d'Habsburg
- 1625-1627: Johann Eustache von Westernach
- 1627 - 1641: Johann Kaspar von Stadion
- 1641 - 1662: Leopold Guillem d'Àustria
- 1662 - 1664: Carles Josep d'Àustria
- 1664 - 1684: Johann Caspar von Ampringen
- 1685-1694: Luis Antonio de Palatinat-Neuburg
- 1694 - 1732: Luis Francisco of Palatinat-Neuburg
- 1732 - 1761: Climent August de Baviera
- 1761 - 1780: Carles Alexandre I de Lorena
- 1780 - 1801: Maximilià Francesc d'Àustria
- 1801 - 1804: Carles de Teschen
- 1804 - 1835: Antonio Víctor d'Àustria (es converteix en títol hereditari de la Casa Imperial d'Àustria)
- 1835 - 1863: Maximilià d'Àustria-Este
- 1863 - 1894: Guillem Francesc Carles d'Àustria
- 1894 - 1923: Eugenio Fernando Pius Bernat d'Àustria (fi de l'heretabilitat)
- 1923 - 1933: Dr Norbert Klein

### Grans Mestres de l'orde clerical (1929 -)
L'Orde Teutònic com a orde clerical catòlica:
- 1923 - 1933: Dr Norbert Klein
- 1933 - 1936: Paul Heider
- 1936 - 1948: Robert Schälzky
- 1948 - 1970: Dr Marian Tumler
- 1970 - 1988: Ildefons Paular
- 1988 - 2000: Dr Arnold Othmar Wieland
- 2000 -: Dr Bruno Platter